# Bộc Nhiêu
Bộc Nhiêu là một xã thuộc huyện Định Hóa, tỉnh Thái Nguyên, Việt Nam.

## Địa lý
Xã Bộc Nhiêu nằm ở phía nam huyện Định Hóa, có vị trí địa lý:
- Phía đông giáp huyện Phú Lương và xã Phú Tiến
- Phía tây giáp xã Bình Thành và xã Sơn Phú
- Phía nam giáp huyện Đại Từ
- Phía bắc giáp xã Trung Hội và xã Trung Lương.

Xã Bộc Nhiêu có diện tích 26,02 km², dân số năm 2017 là 4.344 người, mật độ dân số đạt 167 người/km², có 10 dân tộc cùng chung sống (Kinh, Tày, Nùng, Cao Lan, San Chí, Mông, Mường, Hoa, Dáy, Dao), trong đó dân tộc Tày chiếm 60,2%, dân tộc kinh chiếm 39%, còn lại là các dân tộc khác.
Xã có tuyến đường liên xã Bộc Nhiêu - Bình Thành - Phú Tiến chạy qua địa bàn.

## Lịch sử
Sau năm 1975, Bộc Nhiêu là một xã thuộc huyện Định Hóa.
Đến năm 2019, xã Bộc Nhiêu được chia thành 21 xóm: Bục 1, Bục 2, Bục 3, Bục 4, Chú 1, Chú 2, Chú 3, Chú 4, Dạo 1, Dạo 2, Đình, Đồng Tâm, Hội Tiến, Lạc Nhiêu, Minh Tiến, Rịn 1, Rịn 2, Rịn 3, Thẩm Chè, Vân Nhiêu, Việt Nhiêu.
Ngày 11 tháng 12 năm 2019, sáp nhập xóm Đồng Tâm vào xóm Chú 1, sáp nhập xóm Chú 3 vào xóm Chú 2, sáp nhập hai xóm Chú 4 và Đình thành xóm Trung Tâm, sáp nhập hai xóm Rịn 1 và Rịn 2 thành xóm Rịn, sáp nhập hai xóm Rịn 3 và Vân Nhiêu thành xóm Hợp Tiến, sáp nhập hai xóm Bục 1 và Bục 2 thành xóm Bục, sáp nhập ba xóm Bục 3, Bục 4, Việt Nhiêu thành xóm Bục Việt, sáp nhập xóm Thẩm Chè vào xóm Minh Tiến, sáp nhập hai xóm Dạo 1 và Dạo 2 thành xóm Dạo.

## Hành chính
Xã Bộc Nhiêu được chia thành 11 xóm: Bục, Bục Việt, Chú 1, Chú 2, Dạo, Hội Tiến, Hợp Tiến, Lạc Nhiêu, Minh Tiến, Rịn, Trung Tâm.